# 리틀 부츠
빅토리아 크리스티나 헤스켓(Victoria Christina Hesketh, 1984년 5월 4일 ~ )은 예명 리틀 부츠(Little Boots)로 알려진 영국의 일렉트로팝 싱어송라이터이다.

## 음반 목록
- 《Hands》 (2009)
- 《Nocturnes》 (2013)
- 《Working Girl》(2015)